# Oratorium der Hl. Cäcilia

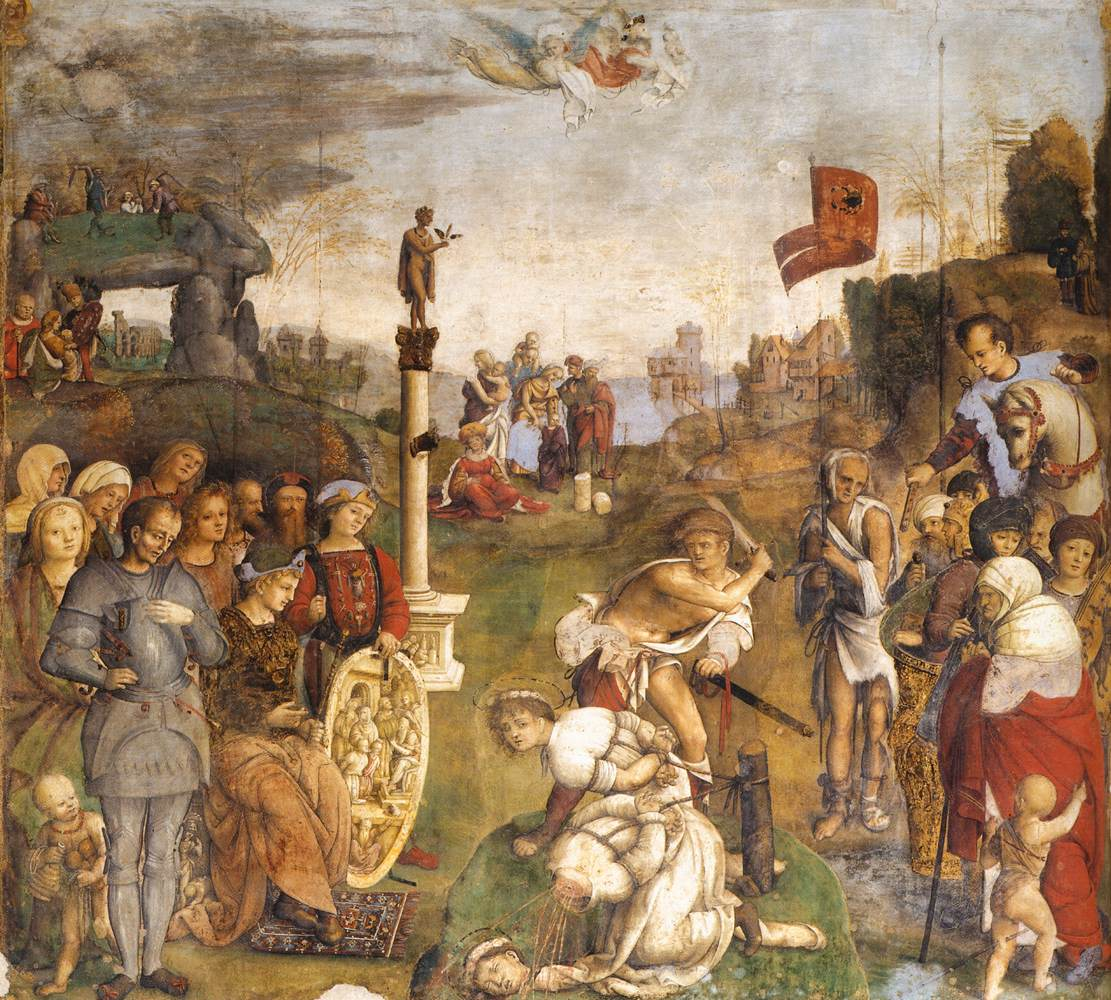
Amico Aspertini, Enthauptung von Valerianus und seinem Bruder Tiburtius

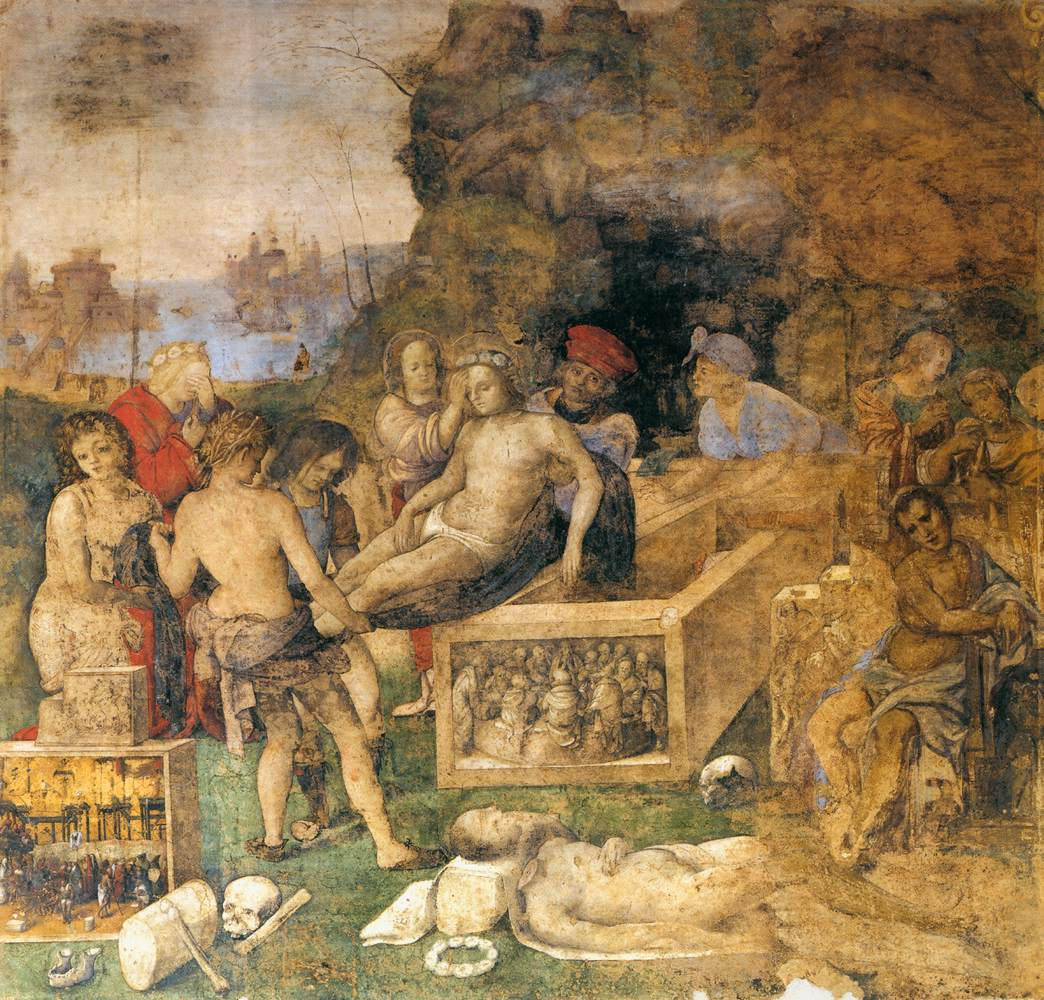
Amico Aspertini, Grablegung der Märtyrer Valerianus und Tiburtius

Das Oratorium der Hl. Cäcilia (mit vollem Namen Heiligen Cäcilia und Valerianus) ist ein religiöses Gebäude in Bologna, das früher Sitz einer Bruderschaft war und an die Rückseite der Basilika San Giacomo Maggiore in der Via Zamboni 15 angrenzt. In dessen Inneren befindet sich ein seltener Freskenzyklus von bolognesischen und emilianischen Malern des frühen 16. Jahrhunderts, weshalb es manchmal als „Sixtinische Kapelle“ von Bologna bezeichnet wird.

## Geschichte
Das Errichtungsdatum des Gebäudes ist nicht bekannt, aber einer Urkunde aus dem 13. Jahrhundert zufolge ist es mit Sicherheit älter als die Basilika. Bereits 1267 wurde die Kirche an die Eremiten des. Hl. Augustinus abgetreten, die sie 1323 mit dem noch im Bau befindlichen angrenzenden Kloster in Besitz nahmen. Vom ursprünglichen Gebäude sind keine Spuren mehr vorhanden, da der Bischof von Bologna 1359 den Eremiten die Zustimmung erteilte, das Oratorium an einem anderen Ort, aber in der Nähe ihres ursprünglichen Standorts, neu aufzubauen. In der zweiten Hälfte des 15. Jahrhunderts wurde es erneut umgebaut. Das Gebäude hatte einst Zur Straße hin eine Fassade, die mit dem Bau der Säulengänge wegfiel und 1483 einen Umbau durch Gaspare Nadi erforderlich machte. In diesem Jahr wurde die Bentivoglio-Kapelle gebaut, wodurch der Platz vor der alten Kirche verkleinert wurde.
Heute wird es, auch zu Ehren der heiligen Cäcilia, als Konzertsaal genutzt und ist für Touristen zu den üblichen Öffnungszeiten zugänglich.

## Beschreibung
Das Innere besteht aus einem einzigen Saal und wird von einem abgesenkten Kreuzgratgewölbe überdacht. Der Freskenzyklus an den Seitenwänden wurde in nur zwei Jahren, von 1505 bis 1506, gemalt und stellt die Geschichten der Heiligen Valerianus und Cäcilia dar.
Von links, ausgehend vom Altar, finden wir:
- Hochzeit von Cäcilia und Valerianus von Francesco Francia
- Der heilige Urban bekehrt Valerianus von Lorenzo Costa
- Taufe Valerianus, Giovanni Maria Chiodarolo und Cesare Tamaroccio zugeschrieben
- Cäcilia und Valeriano werden von einem Engel gekrönt, Bagnacavallo und Biagio Pupini zugeschrieben
- Enthauptung des Valerians und seines Bruders Tiburtius von Amico Aspertini
- Grablegung der Märtyrer von Amico Aspertini
- Ceäcilia diskutiert mit dem Präfekten Almachio, Bagnacavallo und Biagio Pupini zugeschrieben
- Martyrium und Enthauptung der heiligen Cäcilia, Giovanni Maria Chiodarolo und Cesare Tamaroccio zugeschrieben
- Cäcilia gibt ihren Reichtum den Armen von Lorenzo Costa
- Grablegung der Hl. Cäcilia von Francesco Francia

Altarbild mit der Kreuzigung und Heilige von Francesco Francia.
Weitere fragmentarische Fresken sind im Säulengang zu finden. 

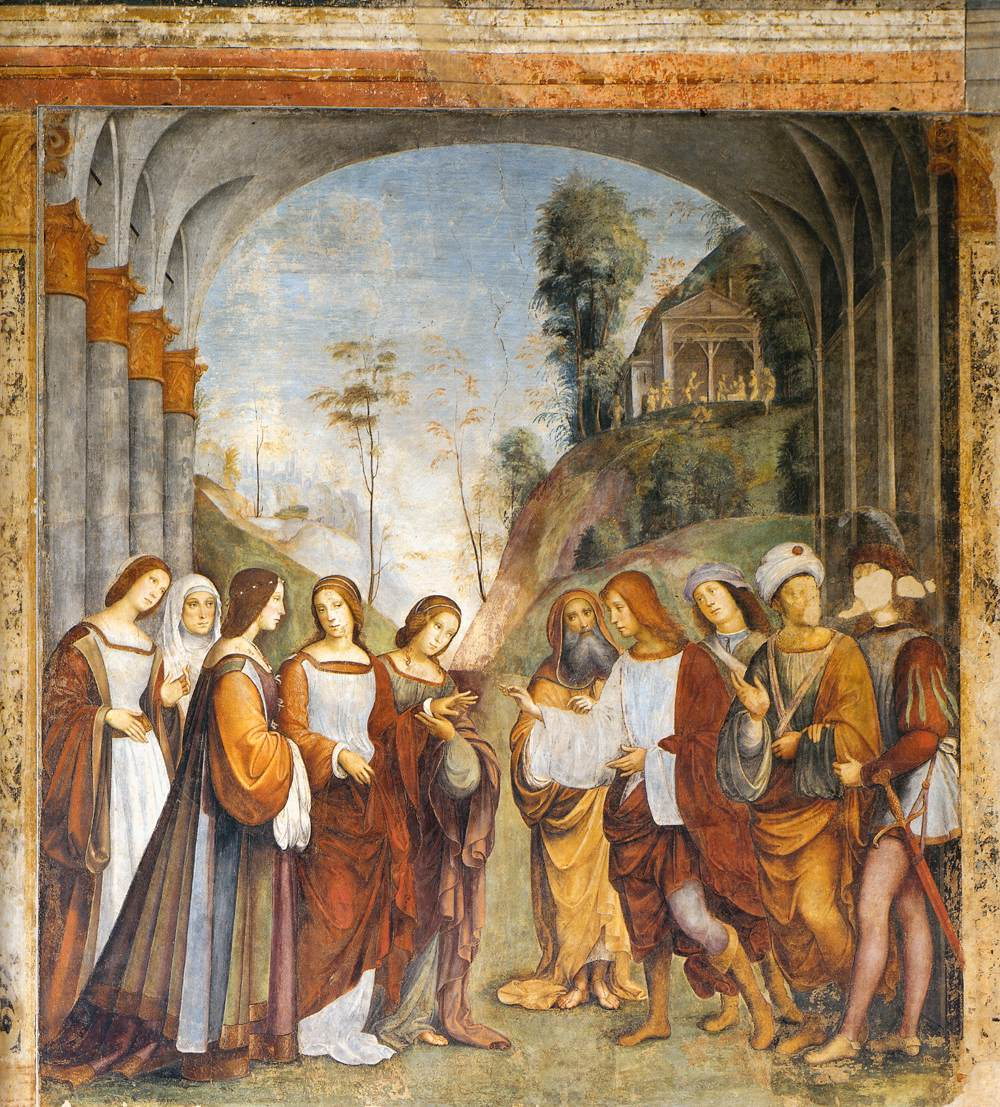
Hochzeit von Cecilia und Valerian von Francesco Francia
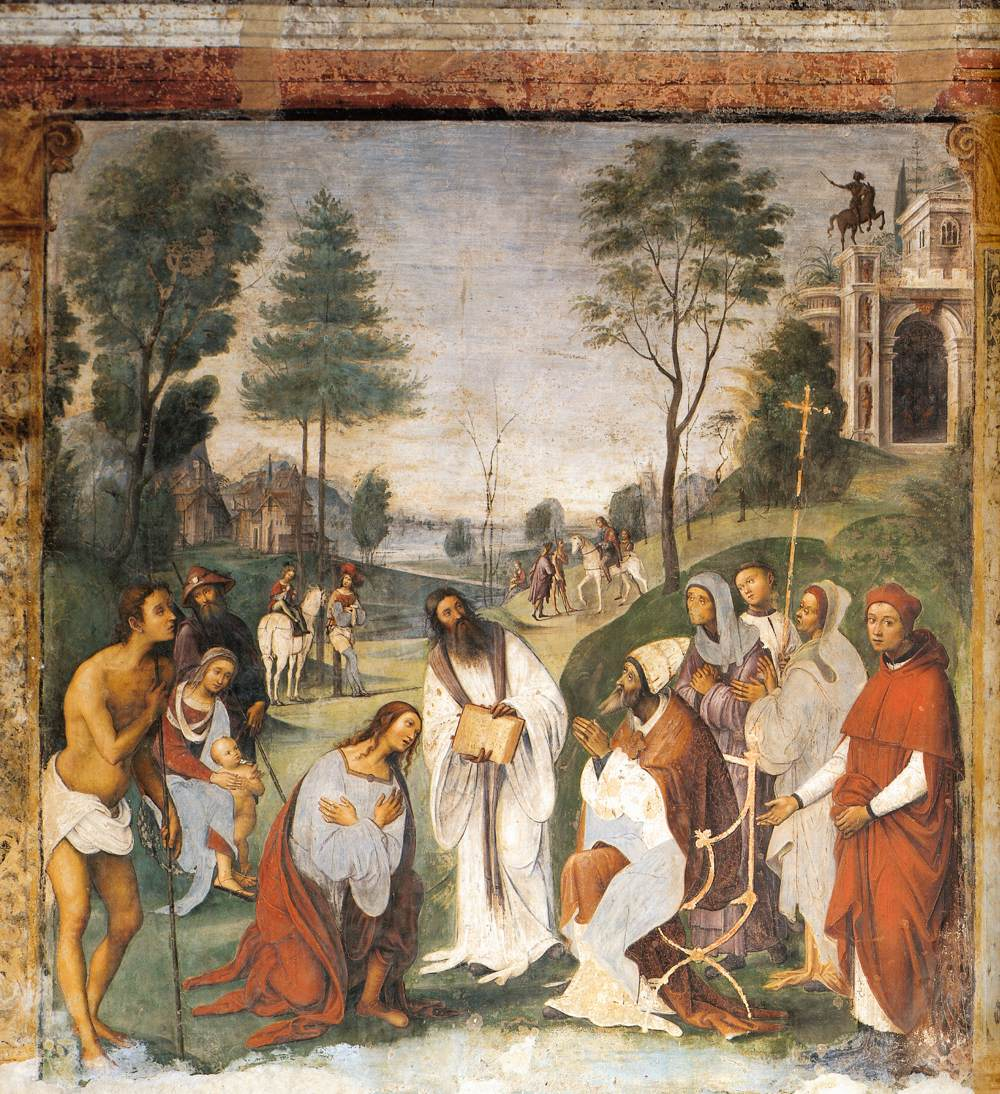
Der heilige Urban bekehrt Valerian, von Lorenzo Costa
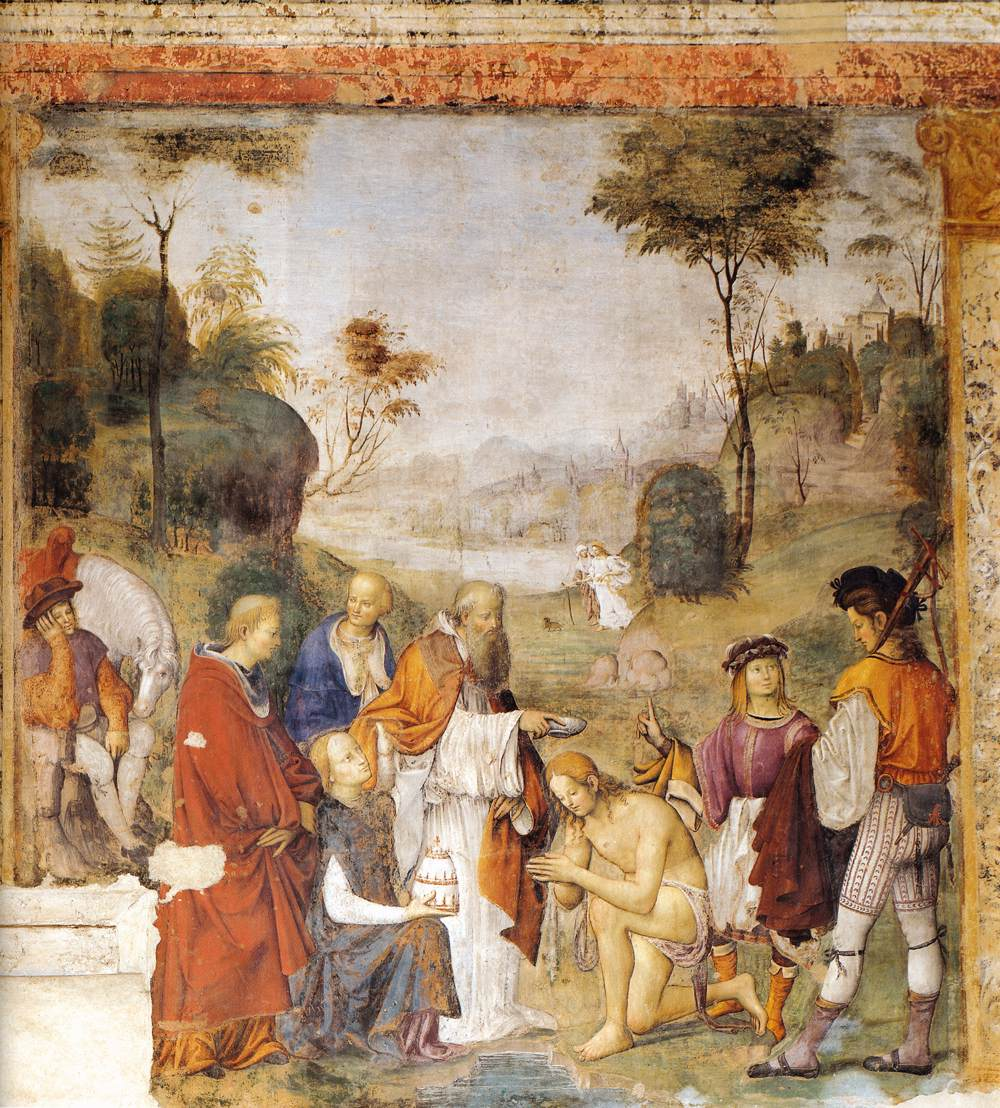
Taufe Valerians, Giovanni Maria Chiodarolo und Cesare Tamaroccio zugeschrieben
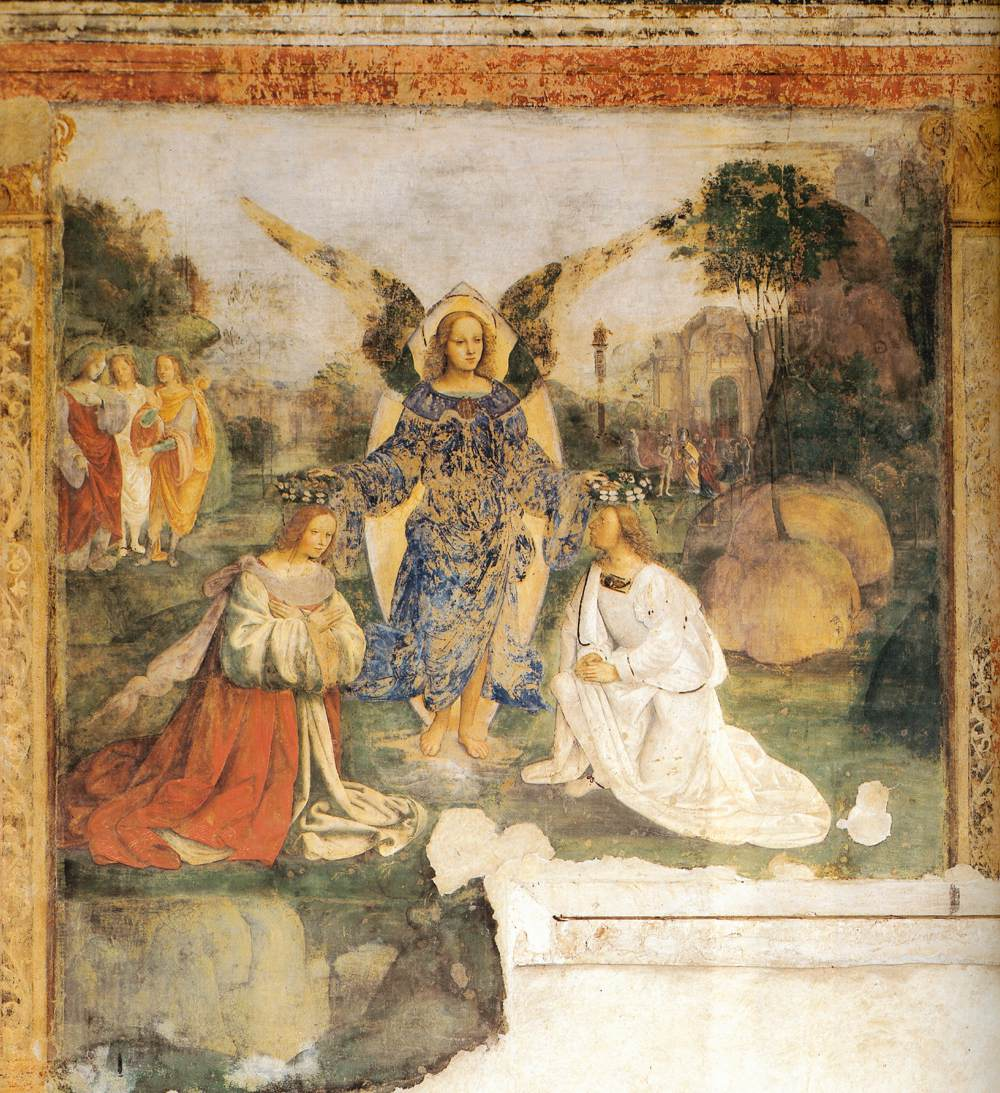
Cäcilia und Valeriano werden von einem Engel gekrönt, Bagnacavallo und Biagio Pupini zugeschrieben
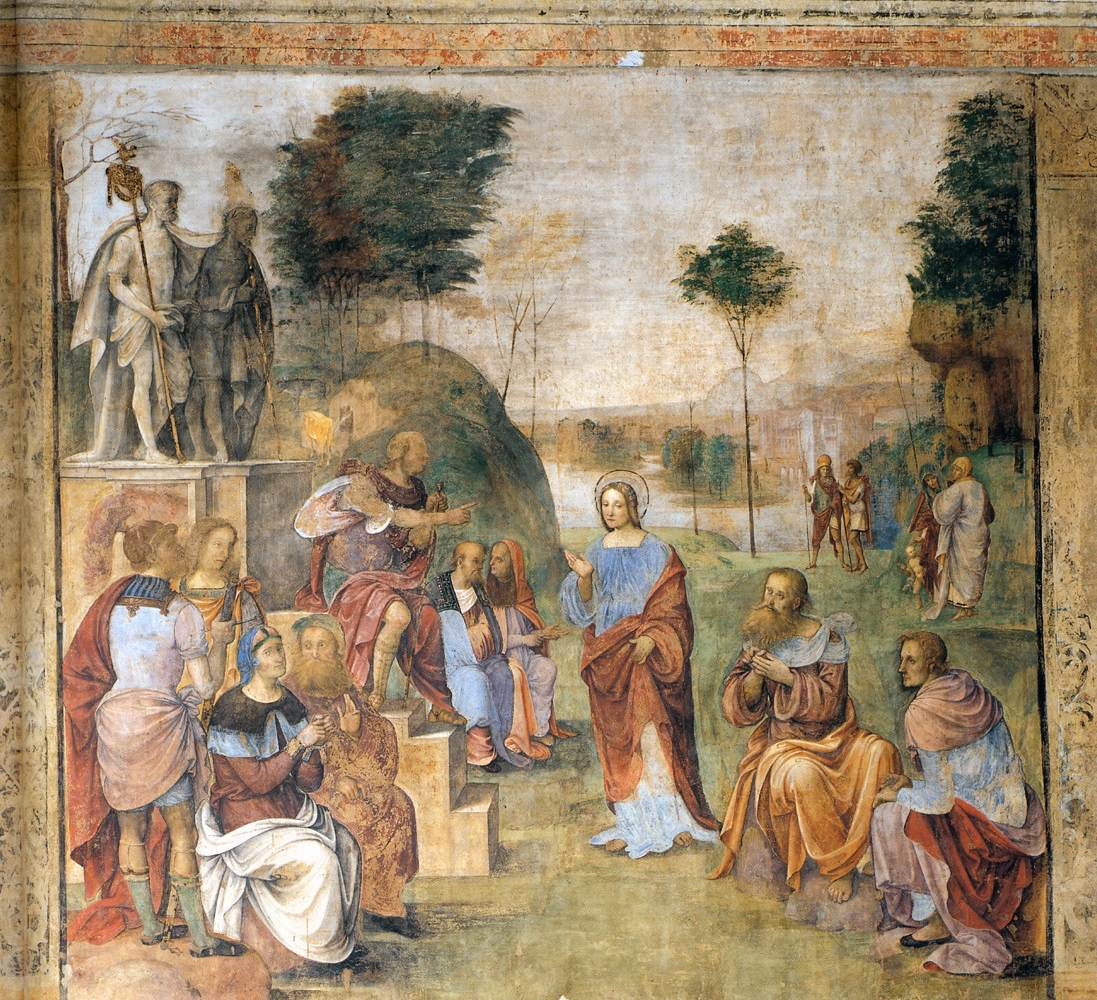
Ceäcilia diskutiert mit dem Präfekten Almachio, Bagnacavallo und Biagio Pupini zugeschrieben
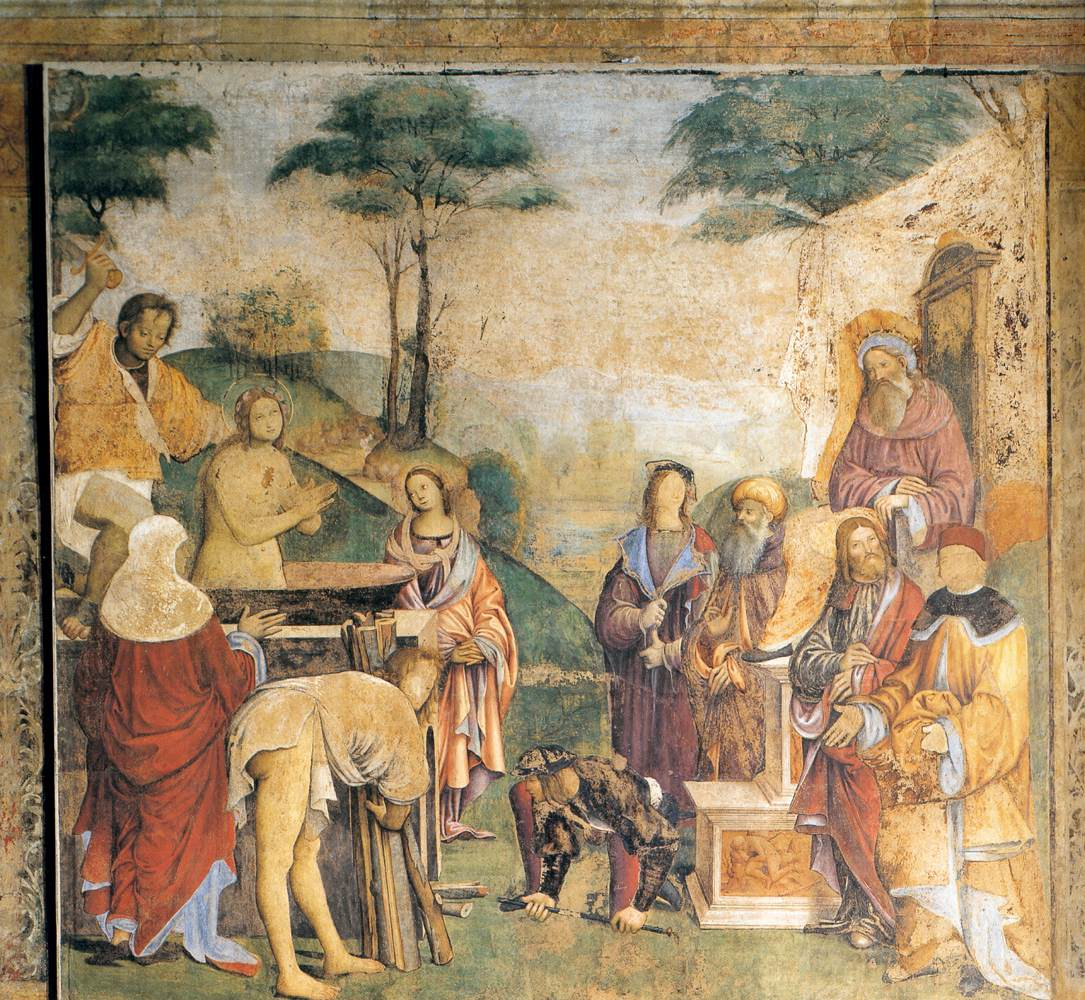
Martyrium und Enthauptung der heiligen Cäcilia Giovanni Maria Chiodarolo und Cesare Tamaroccio zugeschrieben
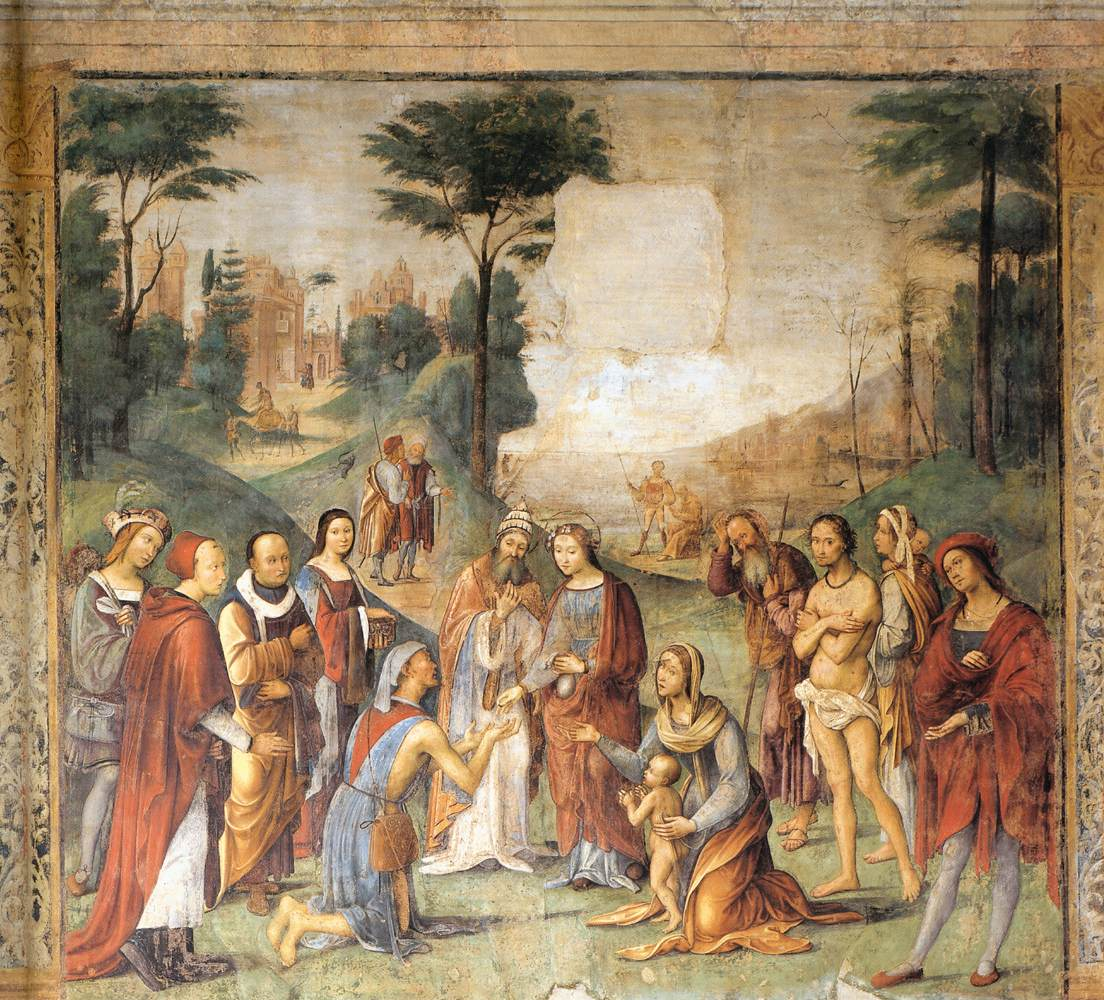
Cäcilia gibt ihren Reichtum den Armen von Lorenzo Costa
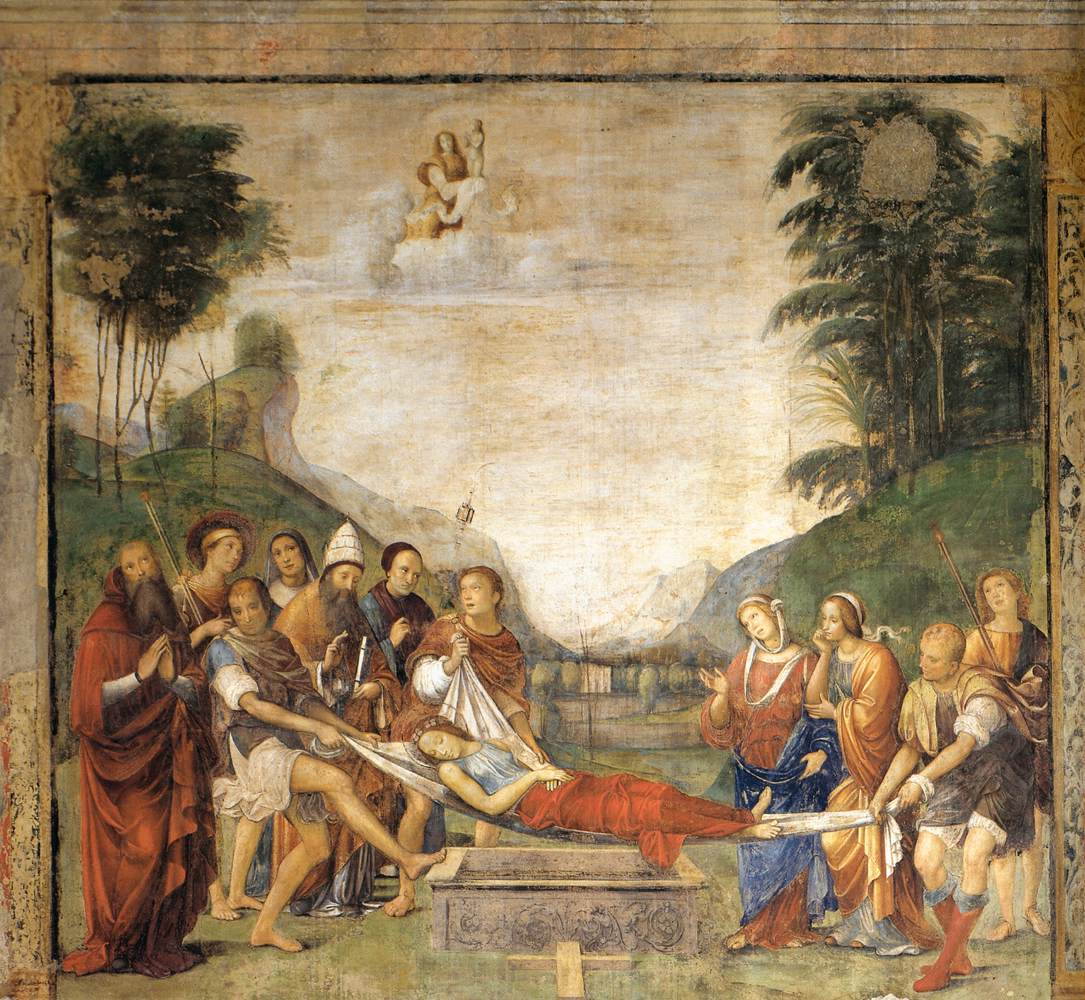
Grablegung der Hl. Cäcilia von Francesco Francia